# Śnieżne anioły
Śnieżne anioły (ang. Snow Angels) – amerykański film obyczajowy z 2007 roku w reżyserii Davida Gordona Greena. Wyprodukowany przez Warner Independent Pictures.
Premiera filmu miała miejsce 19 stycznia 2007 roku podczas Festiwalu Filmowego w Sundance.

## Opis fabuły
Zachodnia Pensylwania, 1974 rok. Nastoletni Arthur (Michael Angarano) dowiaduje się o zabójstwie Annie Marchand (Kate Beckinsale), swojej dawnej opiekunki, w której podkochiwał się jako dziecko. Młoda kobieta była w separacji z mężem (Sam Rockwell). Nikt jednak nie wie, komu mogło zależeć na jej śmierci.

## Obsada
- Kate Beckinsale jako Annie Marchand
- Sam Rockwell jako Glenn Marchand
- Michael Angarano jako Arthur Parkinson
- Deborah Allen jako May Van Dorn
- Jeanetta Arnette jako Louise Parkinson
- Griffin Dunne jako Don Parkinson
- Olivia Thirlby jako Lila Raybern
- Connor Paolo jako Warren Hardesky
- Nicky Katt jako Nate Petite
- Amy Sedaris jako Barb Petite
- Gracie Hudson jako Tara Marchand
- Peter Blais jako pan Eisenstat
- Brian Downey jako Frank Marchand
- Pascal MacLellan jako on sam